# Brtec
Brtec (německy Bertetz) je malá vesnice, část obce Nadějkov v okrese Tábor v Jihočeském kraji. Nachází se asi tři kilometry jižně od Nadějkova. Je zde evidováno 30 adres. V roce 2011 zde trvale žilo 29 obyvatel.
Brtec je také název katastrálního území o rozloze 2,83 km².

## Historie
První písemná zmínka o vesnici pochází z roku 1379.

## Obyvatelstvo
| Rok            | 1869 | 1880 | 1890 | 1900 | 1910 | 1921 | 1930 | 1950 | 1961 | 1970 | 1980 | 1991 | 2001 | 2011 | 2021 |
| -------------- | ---- | ---- | ---- | ---- | ---- | ---- | ---- | ---- | ---- | ---- | ---- | ---- | ---- | ---- | ---- |
| Počet obyvatel | 153  | 184  | 171  | 156  | 159  | 172  | 178  | 117  | 100  | 97   | 77   | 57   | 39   | 29   | 36   |
| Počet domů     | 22   | 24   | 25   | 25   | 25   | 27   | 29   | 31   | 37   | 24   | 21   | 28   | 29   | 30   | 33   |

## Obecní správa
Při sčítání lidu v letech 1850–1949 Brtec byla osadou obce Petříkovice v okrese Sedlčany. V letech 1950–1960 byla osadou obce Modlíkov v okrese Milevsko. V letech 1961–1975 byla samostatnou obcí v okrese Písek. Od 1. ledna 1976 do 31. prosince 1979 byla znovu částí obce Petříkovice v okrese Písek. Od 1. ledna 1980 je částí obce Nadějkov v okrese Písek, ale od 24. listopadu 1990 v okrese Tábor. V letech 1961–1975 k obci patřil Vratišov.

## Pamětihodnosti
- Před vesnicí u komunikace ze směru Pohoří–Svoříž se nachází drobný kříž na kamenném podstavci. Na kulatém štítku nad vyobrazením Panny Marie je tento nápis: Pochválen buď Ježíš Kristus.
- Vedle zvoničky je umístěný další kříž. Také na něm je stejný nápis.
- U komunikace vedoucí do vesnice se nalézá kamenný kříž, který nese na svém soklu dataci 1869.
- Ve vsi se na soukromém pozemku v zahrádce nachází dřevěná zvonice.

## Galerie

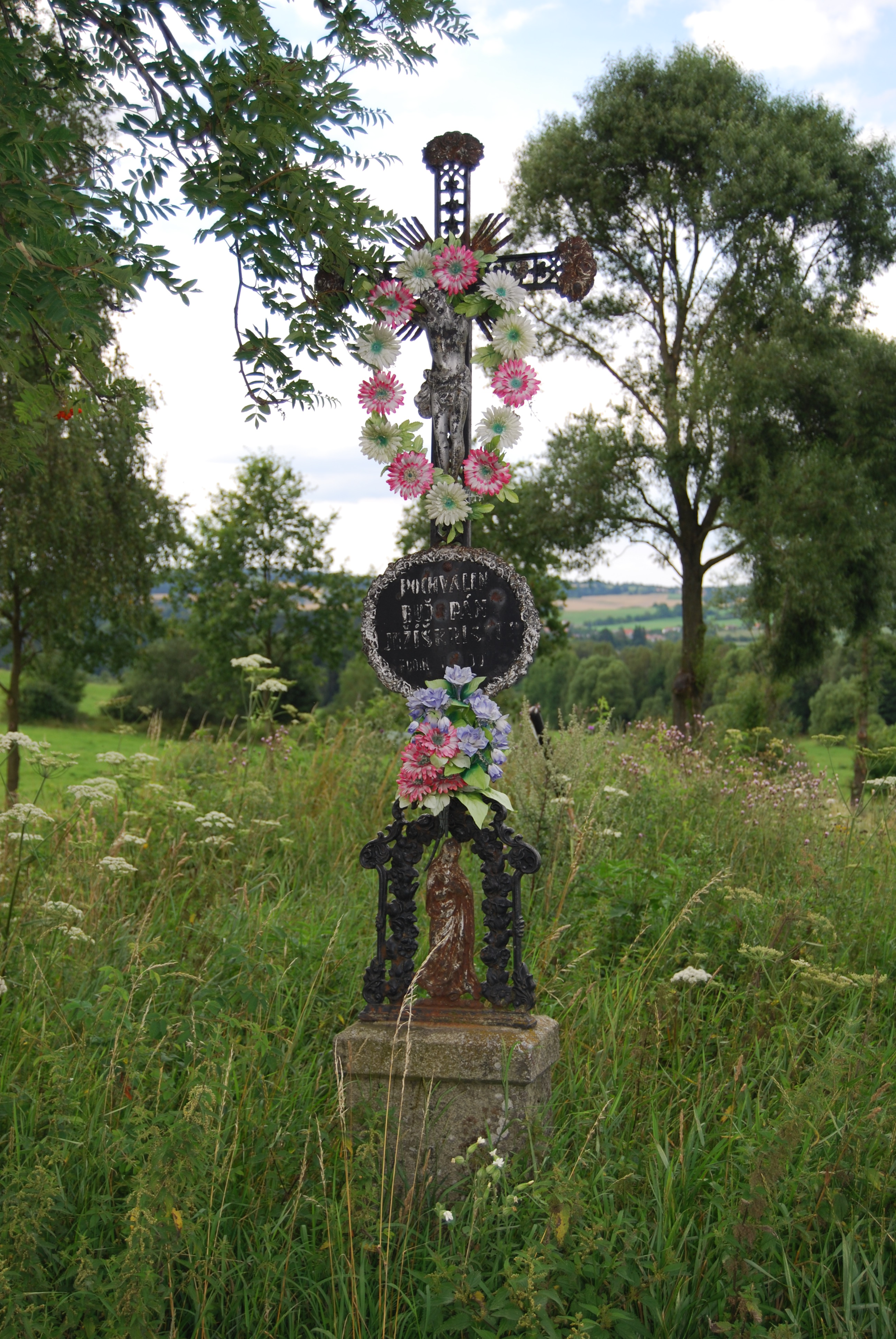
Kříž na křižovatce
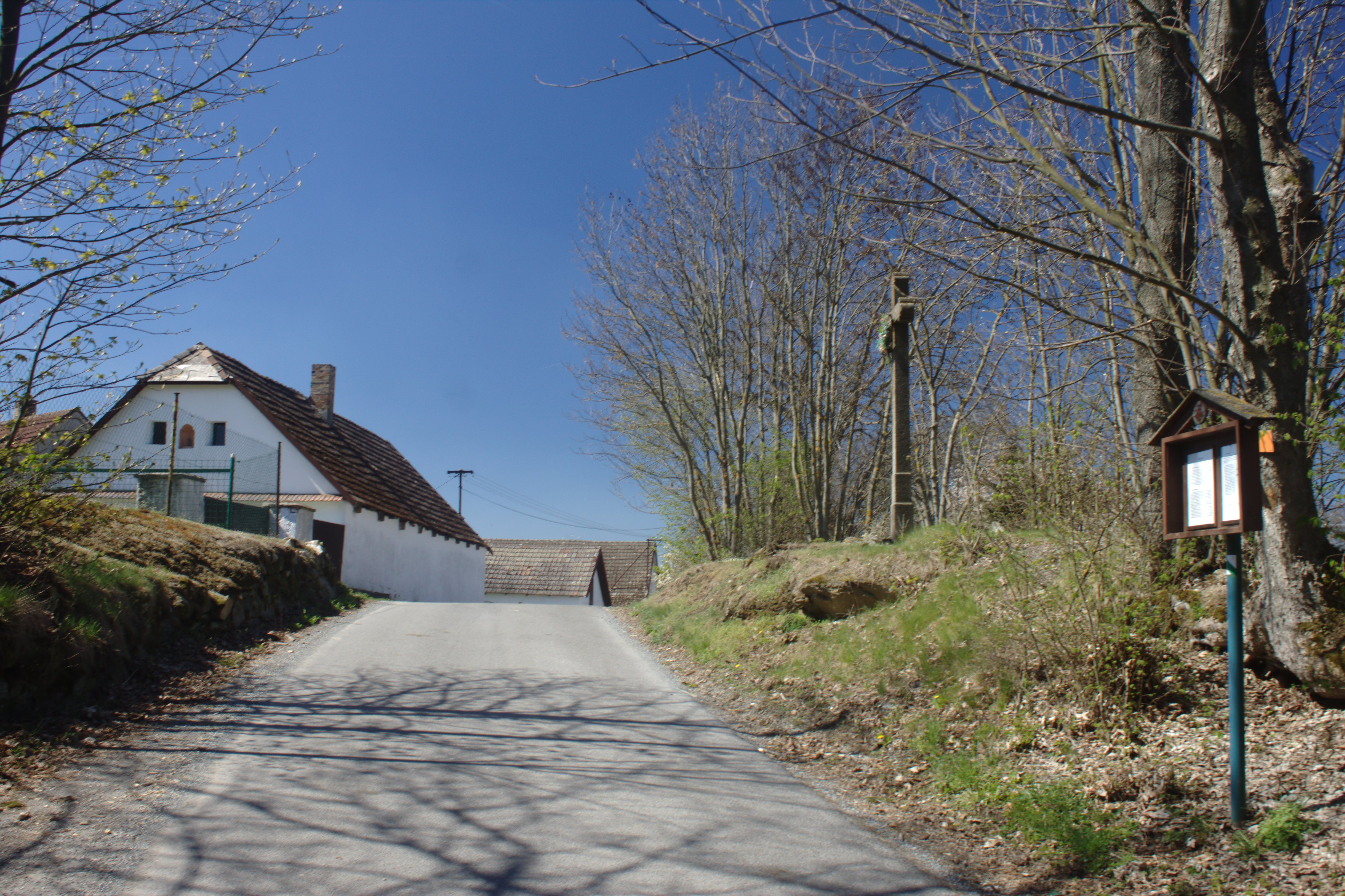
Dům u cesty s křížkem
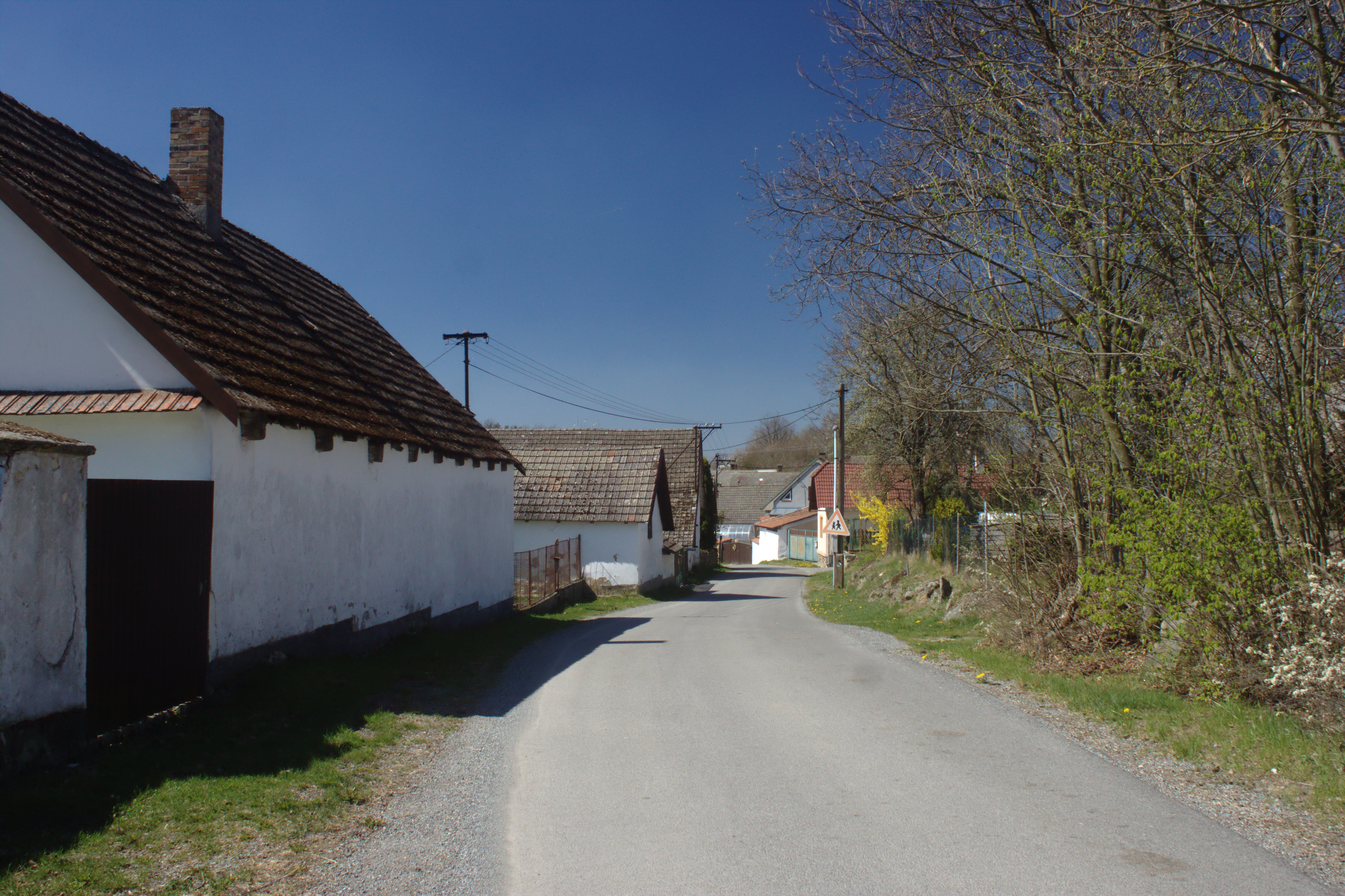
Hlavní silnice procházející vsí
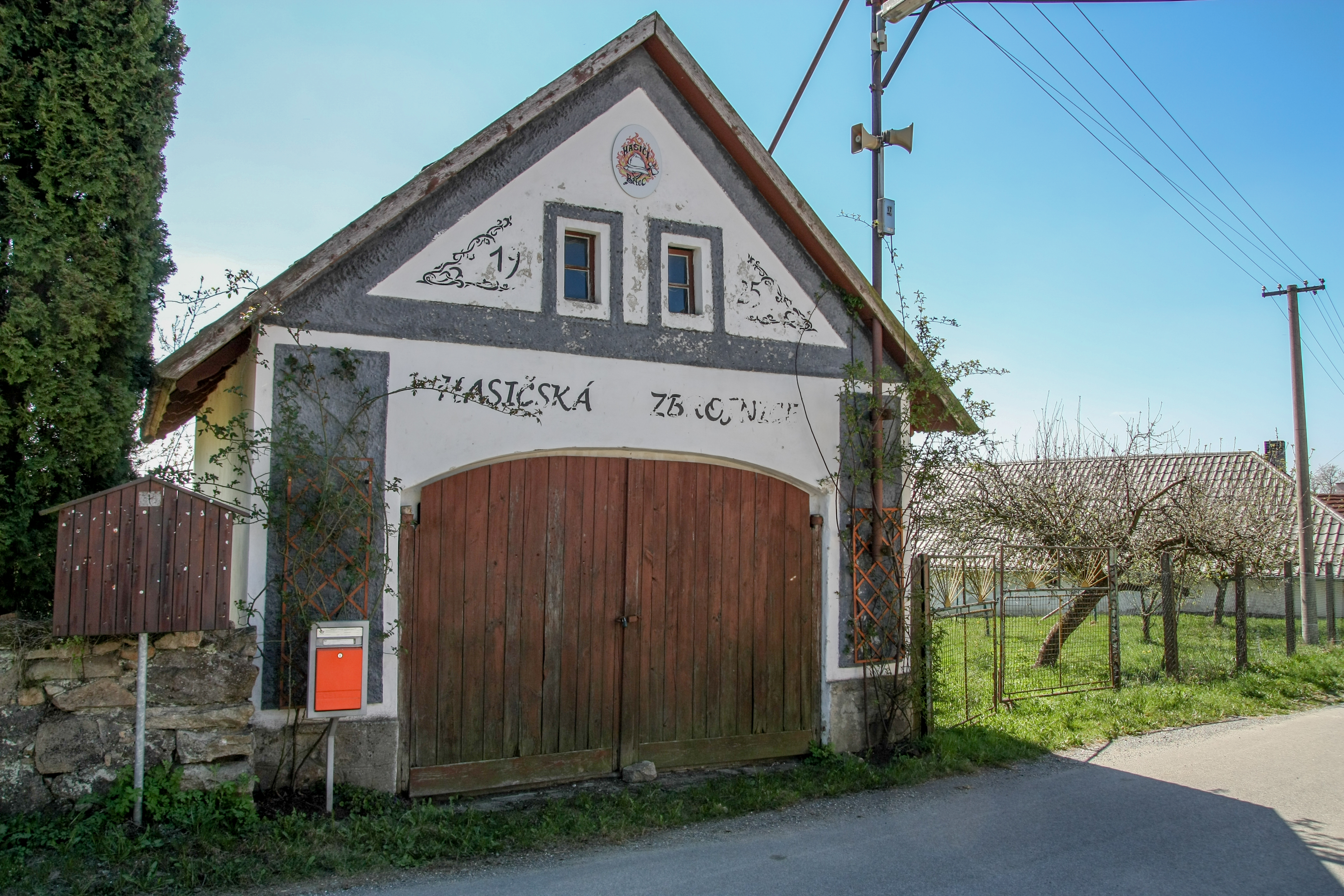
Hasičská zbrojnice
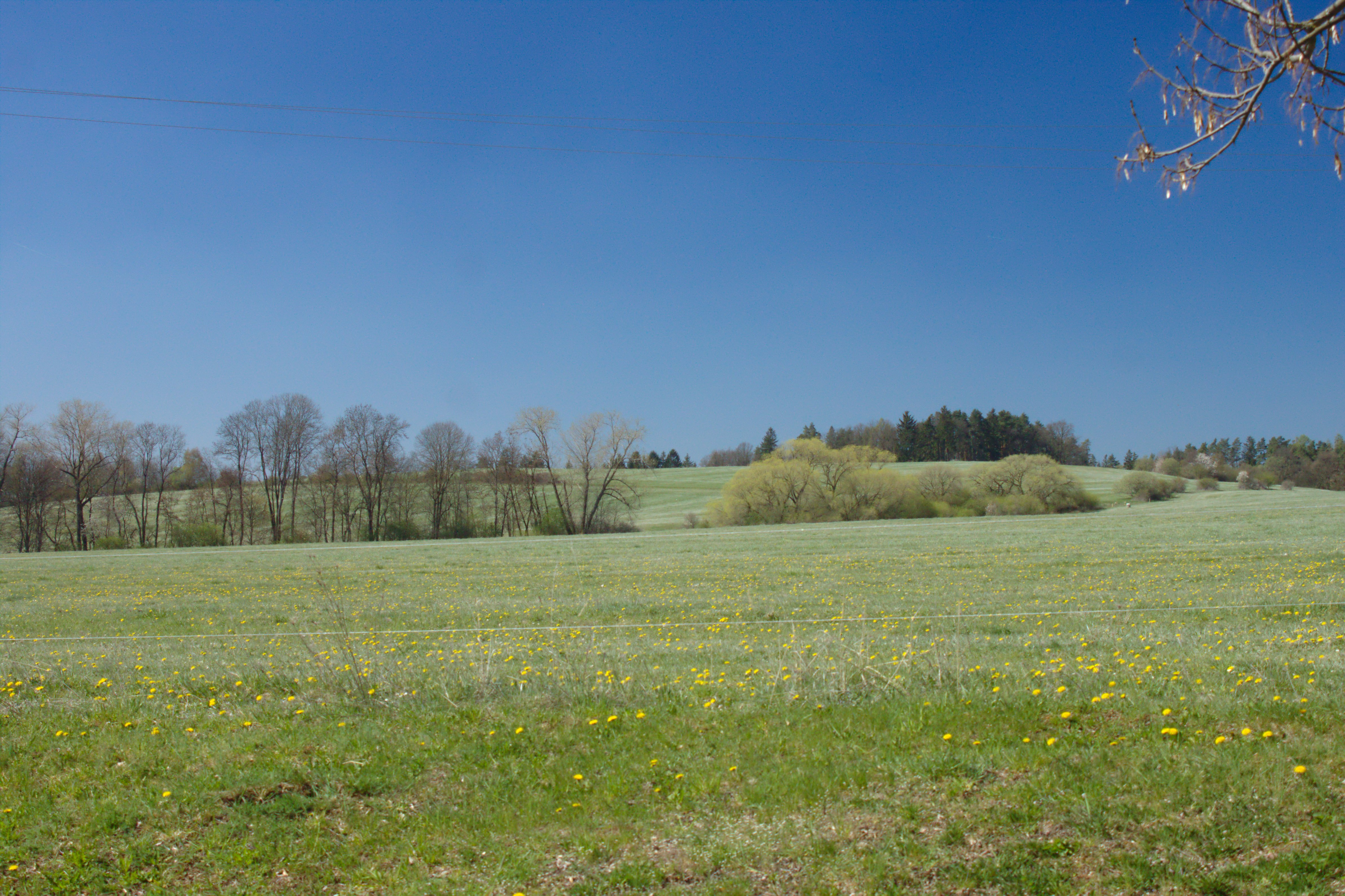
Louky v okolí (jaro 2019)